# Rohard II de Haifa
Rohard II (también Rohart, latín: Rohardus Cayphæ, antes de 1183 - antes de 1244) fue señor de Haifa y chambelán de Jerusalén.
Fue hijo y heredero de Payen II de Haifa, y su esposa Hodierna. Desde octubre de 1198 es registrado como señor de Haifa. Entre 1201 y 1220 fue también tesorero del reino de Jerusalén. Entre 1229 y 1232, su hermano menor Reinaldo ocupó el cargo de chambelán.
Rohard estaba casado con Aiglentina, la hija menor de Raimundo II, señor de Nefin en el condado de Trípoli. Ella era la hermana del señor Reinaldo II de Nefin. Con Aiglentina de Nefin tuvo cuatro hijas:
- Helvis, señora de Haifa, se casó primero con Godofredo de Poulain (fallecido antes de 1250), luego se casó en mayo de 1250 con García Álvarez (fallecido antes de 1257), y por último se casó en 1257 con Jean de Valenciennes (fallecido después de 1265).
- Alicia (fallecida después de junio de 1241), se casó en 1236 con Juan de Ibelin (fallecido en 1258), señor de Arsuf.
- Inés, se casó con Boverel de Grimaut, en Génova.
- Isabel, se casó con Raúl de Blanchegarde (fallecido después de 1265), hijo de Gilles de Beirut e Inés de Leiron.

Después de su muerte, su hija mayor Helvis o sus esposos heredaron el señorío de Haifa.